# R藤本の水曜はじけてまざれ!
『R藤本の水曜はじけてまざれ!』（あーるふじもとのすいようはじけてまざれ）は、ニコニコ生放送で2009年5月13日から毎週水曜20:30 - 22:00頃に配信されているお笑い番組。R藤本の冠番組である。略称「はじまざ」。ニコニコ生放送（チャンネル放送）最古の番組。

## 概要
ニコニコ動画での人気を受け、2008年12月12日（ニコニコ生放送がユーザー生放送を開始した日）と、2009年4月15日に「よしよし動画」で「R藤本の生配信やってみた」を配信。その後2009年5月13日にレギュラー番組として「R藤本の水曜はじけてまざれ!」がスタートした。
初期レギュラーはR藤本のみだったが第75回（2011年4月6日）からバードフミヤ（当時・バード238）がレギュラー入り。
第140回（2012年9月12日）で『はじまざレギュラー争奪バトル』が行われ、1位になった昆布ちゃん（当時・高円寺パルサー・ハッシィ）が2012年10月より次期レギュラーとなる。
第519回（2020年3月25日）で昆布ちゃんがレギュラーを卒業。第520回（2020年4月1日）からはアイデンティティ・見浦がレギュラーとなった。

## 番組名
何度か番組名が変更されているが変更のタイミング、間隔に決まりはない。また、番組名が変わっても、公式HPや公式ツイッター共に番組回数は通算回数で表記されている。
R藤本の水曜はじけてまざれ!
第1回（2009年5月13日） - 第46回（2010年5月12日）まで全46回が配信された。
初期は番組名は無く、第1回（2009年5月13日）でR藤本がユーザーのコメントを参考に付けた。
R藤本の水曜はじけてまざれZ!
第47回（2010年5月26日） - 第74回（2011年2月24日）まで全28回が配信された。
R藤本の水曜はじけてまざれ乙!
第75回（2011年4月6日） - 第236回（2014年8月6日）まで全162回が配信された。
このシリーズからレギュラー2人で放送する様になった。
R藤本の水曜はじけてまざれ!Crystal
第237回（2014年8月13日） - 第282回（2015年7月1日）まで全46回が配信された。
R藤本の水曜はじけてまざれ!越(OVER)
第283回（2015年7月8日） - 第519回（2020年3月25日）まで全237回が配信された。
2015年7月5日から『ドラゴンボール』の新シリーズ『ドラゴンボール超』が始まることを受けて『越』の番組名に変更。
R藤本の水曜はじけてまざれ!ヨイショー
第520回（2020年4月1日） - 第588回（2021年7月28日）まで全69回が配信された。
R藤本の水曜はじけてまざれ越!(OVER) SUPER YOISHO
第589回（2021年8月4日） - 第744回（2024年10月9日）まで全156回が配信された。
R藤本の水曜はじけてまざれHAJIMA
第745回（2024年10月16日） - 継続中である。
2024年10月11日から『ドラゴンボール』の新シリーズ『ドラゴンボールDAIMA』が始まることを受けて『HAJIMA』の番組名に変更。

## 出演者
出演回数は第750回（2024年11月27日）配信分まで。

### 現レギュラー
R藤本
- 基本的にベジータとして出演する。稀にベジータ以外のキャラや素の状態で出演する事もある。

アイデンティティ・見浦
- 2017年11月8日初登場、ゲスト（レギュラー時除く）出演回数7回。
- 第520回（2020年4月1日）からレギュラー入り。

### 過去レギュラー
バードフミヤ（元・バード238）
- 基本的にヤムチャとして出演する。
- 2009年6月10日初登場、ゲスト（レギュラー時除く）出演回数120回。
- 第75回（2011年4月6日）から第142回（2012年9月26日）までレギュラーを務める。

昆布ちゃん（元・高円寺パルサー・ハッシィ / 元・海山昆布）
- ラディッツ、「サザエさん」のタラちゃん、花沢花子など、アニメキャラとして出演する事が多い。
- 2009年7月8日初登場、ゲスト（レギュラー時除く）出演回数24回。
- 第143回（2012年10月3日）からレギュラー入り。
- 第233回、第235回（2014年7月16日、7月30日）で行われたレギュラー入替え企画で勝利し、レギュラー継続となった。
- 第519回（2020年3月25日）までレギュラーを務めた[8]。

### 出演回数多数のゲスト
出演回数10回以上の人物のみ記載。
- スタジオカドタ（2012年1月11日初登場[24]、出演回数153回）
- 千葉ドラゴン（2011年9月1日初登場[25]、出演回数122回）
- タカタ先生（2012年1月11日初登場[24]、出演回数97回）
- 一丁（元プラッチック・渡部一丁 / 元メダカクリーム）（2009年10月16日初登場[26]、出演回数89回）
- 橋山メイデン（2013年11月13日初登場、出演回数88回）
- ツクロークン（元マラソンマン / 元バドミントンマン）（2010年11月17日初登場、出演回数60回）
- きしはやと（2014年1月8日初登場[15]、出演回数55回）
- TEAM近藤（2011年11月2日初登場、出演回数49回）
- BANBANBAN・山本（2009年5月27日初登場、出演回数46回）
- ぴっかり高木（2010年10月6日初登場、出演回数46回）
- 佐助（2018年5月16日初登場、出演回数41回）
- 盗涙王・原田（2010年10月20日初登場、出演回数40回）
- アイデンティティ・田島（2017年5月3日初登場、出演回数36回）
- 盗涙王・中村（2010年10月20日初登場、出演回数33回）
- モリオハザード（2014年1月8日初登場[15]、出演回数30回）
- 武井志門（元デスペラード・武井）（2009年7月29日初登場、出演回数29回）
- カッコントウ・関川（2011年11月2日初登場、出演回数27回）
- BANBANBAN・鮫島（2009年5月27日初登場、出演回数24回）
- ベン山形（2017年4月19日初登場、出演回数24回）
- たろちゃん組（2020年1月22日初登場、出演回数24回）
- 底男（元・岩川モラル）（2013年5月22日初登場、出演回数23回）
- マリリンジョイ（2009年9月16日初登場、出演回数22回）
- クリィミーまなちゃん（2014年6月11日初登場、出演回数21回）
- ひーちゃん（2016年1月27日初登場、出演回数21回）
- アムール・ロッキー（2019年1月23日初登場、出演回数21回）
- 田辺麗圭（りかっち）（2019年3月27日初登場、出演回数21回）
- ツジカオルコ（2013年1月16日初登場、出演回数19回）
- 天津・天津飯大郎（元天津・向）（2009年10月21日初登場、出演回数18回）
- 爆笑コメディアンズ・秀作（2010年5月26日初登場、出演回数18回）
- ミステリーウーマンfeat.卍・ミステリーウーマン（2011年11月2日初登場、出演回数18回）
- こりゃめでてーな・伊藤（2011年12月28日初登場、出演回数18回）
- 赤嶺総理（2014年4月16日初登場、出演回数18回）
- ミステリーウーマンfeat.卍・しっかりとした卍（2011年11月2日初登場、出演回数15回）
- アムール・虹組キララ（2016年11月23日初登場、出演回数15回）
- 歩子（元ハブサービス）（2016年3月30日初登場、出演回数14回）
- 水牛（2020年6月17日初登場、出演回数13回）
- 虹の黄昏・野沢ダイブ禁止（2011年11月16日初登場、出演回数12回）
- KANAIWA・番匠（2018年9月19日初登場、出演回数12回）
- ゴスケ（2020年4月1日初登場、出演回数12回）
- チャンス大城（2010年4月21日初登場、出演回数11回）
- 虹の黄昏・かまぼこ体育館（2011年11月16日初登場、出演回数11回）
- ケンシロウ（2016年10月26日初登場、出演回数11回）
- デスペラード・サラミ（2009年7月29日初登場、出演回数10回）
- キャベツ確認中・キャプテン★ザコ（2010年3月10日初登場、出演回数10回）
- キャベツ確認中・しまぞうZ（2010年3月10日初登場、出演回数10回）

## 番組内容
R藤本が中心となり、ネタ、トーク、ゲームなど様々な企画を生放送で行う。生放送ならではのハプニングや出演者のリアルな表情などもすべて配信するため、R藤本本人は「はじまざはお笑いではなくドキュメンタリー」と度々発言している。
番組冒頭にオープニング曲を流し、その後R藤本の「ベジータ様の水曜はじけて」の掛け声にユーザーがコメントで「まざれ」と書き込むのがお決まり。ある程度書き込まれたところで海山昆布などの準レギュラーが「乙!」などのシリーズ名を叫ぶ。同じようにエンディングでもR藤本の「また来週も見てくれるんだろうな?」の呼びかけにユーザーが「まぁいい」とコメントし、その後エンディング曲が流れる。
配信枠は通常1時間30分取られているが、1時間前後で番組自体は終了することが多い。番組終了後も配信枠は終わらないため、無音の中ユーザー同士がコメントで交流しあう光景が見られる。稀にスタッフや出演者も運営コメントでチャットに参加することがある。

### シリーズ企画
基本的に単発の企画を行うがシリーズ化している企画もある。
大喜利企画
対決企画のワンコーナーとして大喜利が行われることも多いが、大喜利のみで1時間という回も度々ある。
芸人だけでなく、番組の歴代スタッフとユーザー代表が大喜利で対決した「スタッフ大喜利」という企画も行われた。
スタッフ企画
基本的に番組の企画・構成をしているのはメイン出演者であるR藤本だが、R藤本が忙しい時などは「スタッフを鍛えるため」という名目でスタッフが考えた企画が行われる。構成作家の経験が浅いスタッフが企画することもあるため、当たり外れが大きい企画でもある。
暗黒芸人回
通常回ではあるが、インディーズ芸人の中でも所謂「地下芸人」と呼ばれる一風変わった芸人がゲスト出演する回は「暗黒芸人回」と呼ばれる。通常回に比べ“奇跡”が起こる確率が高い。
DB芸人企画
ドラゴンボールのキャラクターに扮してネタを行う芸人が多数出演する企画。過去に大喜利対決、DBクイズ対決、絵心グランプリ、学力テスト、ガチ歌王決定戦などが行われている。DB芸人については「DB芸人」を参照。
まざらない話
2009年12月23日、2010年12月27日に年末スペシャル的な扱いで行われた。
出演者の名前が書かれたサイコロを振り、出た目の出演者がすべらない話ならぬ“まざらない話”を披露する。
HAZI-RADI
2011年11月23日、2012年2月1日、2012年4月18日、2012年5月23日、2012年11月14日・合計5回放送。
R藤本が「ジャパニーズエンターテイメントシーンの中枢を担うベテラン大物DJ・アーバン藤本」となり、ゲストと共にラジオ番組風にトークを繰り広げる企画。
何故か番組最後にアーバン藤本が殺されるという流れ（「茶番」と呼ばれる）がある。
お洒落なFMラジオ番組を皮肉ったような作りで、内容も通常回に比べ藤本の毒が強く出るためユーザーの賛否が分かれることも多いが、ファンも多い企画。
アンヌと琴音回
2012年2月29日、2016年2月24日、2020年5月27日、2024年2月14日放送。
4年に1回、うるう年に行われる企画。
R藤本は「R藤本の大ファンのアンヌ」、バード238は「バード238の大ファンの琴音」に扮して、ファンになりきった2人が女子会風トークを繰り広げる企画。
プレゼン企画
2013年1月16日、2013年9月11日、2016年9月14日、2017年9月20日、2019年7月31日、2021年1月27日、2023年9月27日放送。
ゲスト出演者や番組スタッフが考えた番組企画をプレゼンテーションする企画。
出された企画に対してR藤本、スタッフ、視聴者アンケートの各々に賛成か反対かを判断して貰い、全3票の内「賛成」が2票以上になれば採用となる。採用された企画は次週以降に順次行われる。
大人のはじまざ
2013年2月1日、2013年12月18日、2014年11月19日、2017年7月26日放送。
ツジカオルコがゲスト出演して行われるアダルト要素の強いネタを集めた企画。この企画の時は通常とは配信時間が異なり、夜23時30分以降に配信される。
はじラジオ
第195回（2013年10月9日）から出来たコーナー。番組本編終了後の残り時間で出演者が基本的に音声のみで送る第2部。この時、出演者はキャラではなく素の状態で喋る。内容は本編の反省会や裏話的な物である。不定期で行われていたが、第307回（2015年12月23日）を最後に行われなくなった。

### 月毎の企画内容
以前は定期的な企画はなかったが、2014年からは月毎のローテーションで、放送する大まかな企画内容が決められた。放送する週は変動することもあるが、企画内容は1週目「通常トーク」（フリートークおよびメールを読む回）、2週目「R藤本が考えた企画」、3週目「スタッフが考えた企画」、4週目「DB芸人企画」、5週目がある時は「ゲストが考えた企画」となっている。

## 番組の歴史
- 2009年5月13日、レギュラースタート[6]。
- 2009年9月10日、公式ブログ開設[31]。
- 2009年10月16日深夜、新宿ネイキッドロフトで「オールナイトdeはじけれまざれ」を開催[32][33]。
- 2010年4月16日、公式Twitter開設[34]。
- 2010年5月12日、放送1周年記念として『若井おさむ』がゲスト出演した。
- 2011年4月6日、バードフミヤ（当時・バード238）がレギュラー入り[7]。
- 2011年4月30日、「出張！はじけてまざれ！LIVE in 表参道ヒルズ」を開催[35]。
- 2011年11月2日、配信回数100回を達成[2][36]。
- 2012年9月26日、バードフミヤ（当時・バード238）がレギュラー卒業。
- 2012年10月3日、昆布ちゃん（当時・ハッシィ）がレギュラー入り。
- 2012年12月15日放送の24時間よしよし動画内「はじまざSP」[37]に、スペシャルゲストとして魔人ブウの声優『塩屋浩三』がゲスト出演した[38]。
- 2013年11月13日、配信回数200回を達成[39]。
- 2014年3月31日、ラフブロ終了[40]に伴い公式ブログ閉鎖。
- 2014年4月2日、公式Instagram開設[41]。
- 2014年11月12日、阿佐ヶ谷ロフトAで「放送250回記念！公開生放送・HAJIMA THE LIVE!」を開催[42][43]。
- 2015年9月23日、初台DOORSで「DBナイトdeはじけてまざれ!」を開催[44]。
- 2015年11月4日、配信回数300回を達成[45]。
- 2016年5月25日放送回にアニメ『うさかめ』の声優ユニット『うさかめ高校テニス部』（中島由貴、小出ひかる、谷尻まりあ、愛原ありさ）がゲスト出演した[46]。
- 2017年11月8日、配信回数400回を達成[47]。
- 2018年1月17日放送回に空想科学読本を執筆した『柳田理科雄』がゲスト出演した[48]。
- 2018年9月26日放送回にアニメソング歌手の『織田純一郎』がゲスト出演した[49]。
- 2019年5月22日、放送10周年記念としてグアムから配信[50]。
- 2019年10月23日、配信回数500回を達成[51][52]。
- 2020年3月25日、昆布ちゃんがレギュラー卒業[8]。
- 2020年3月26日、運営が設定を誤ったため、公式Twitterのアカウントにロックがかかってしまい凍結する[53]。
- 2020年4月1日、アイデンティティ・見浦がレギュラー入り[8]。
- 2020年6月10日、新しいアカウントで公式Twitter復活[54]。
- 2021年10月20日、配信回数600回を達成[55]。
- 2023年11月8日、配信回数700回を達成[56]。

## 使用曲
基本的に一般ユーザーから送られてきた曲を使っている。
第1期OP、第2期OP、第3期OPではR藤本が歌うパターンが多かった。
曲（特にエンディング曲）はスタッフの気分で過去の曲から選曲されることも多い。また、番組最後に配信時間が余っていれば、過去の曲を含めて複数曲流されることもある。逆に配信時間ギリギリな場合はED曲が流れないこともある。よってメインで使われた期間のみ記載する。

### オープニングテーマ
- 第1期OPその1『ジングル曲（曲名なし）』

作曲 - 一般ユーザー / 演奏 - 一般ユーザー
第4回（2009年6月3日）、第6回（2009年6月17日）
- 第1期OPその2『Me-cha Me-cha はじけてまざれ!!』[57]

作詞 - 一般ユーザー / 作曲 - 一般ユーザー / 歌 - 一般ユーザーまたはR藤本
第7回（2009年6月23日） - 第39回（2010年3月10日）、第188回（2013年8月21日）、第700回（2023年11月8日）
初公開されたのは第6回の本編中。
第1期OPその1（曲のみ）、第1期OPその2（歌あり）は時期が一緒なので、歌付きの第1期OPその2がOP曲として使われることになる。
第9回から歌詞の一部が変更された。
第700回では歌詞が2023年仕様に変更されたバージョンをR藤本が生歌で歌った。
- 第2期OP『はじけてまざれ!改』

作詞 - 一般ユーザー / 作曲 - 一般ユーザー / 歌 - 一般ユーザーまたはR藤本
第40回（2010年3月31日） - 第74回（2011年2月24日）
- 第2期ver.違いOP『はじけてまざれ!改 ベジプラスVer.』

作詞 - 一般ユーザー / 作曲 - 一般ユーザー / 歌 - 初音ミク・アペンド
第57回（2010年9月8日）、第59回（2010年9月29日）
- 第3期OP『R』[58]

作詞 - 一般ユーザー / 作曲 - 一般ユーザー / 歌 - 一般ユーザーまたはR藤本
第75回（2011年4月6日） - 第111回（2012年2月1日）
- 第4期OP『王子の生放送』

作詞 - R藤本 / 作曲 - 一般ユーザー / 歌 - 初音ミク（Append LightをV3インポート)
第112回（2012年2月8日） - 第183回（2013年7月17日）、第189回（2013年8月28日）、第190回（2013年9月4日）、第193回（2013年9月25日） - 第202回（2013年11月27日）
初めは1番→2番→3番→4番と流れたが、第117回（2012年3月14日）から2番、3番は無くなり1番→4番になった。
第157回（2013年1月16日）から4番の歌詞が現在のレギュラー、スタッフ仕様に変更された。
- 第5期OP『はじまざの星』

作詞 - 一般ユーザー / 作曲 - 一般ユーザー / 歌 - 一般ユーザー
第184回（2013年7月24日）、第186回（2013年8月7日）、第187回（2013年8月14日）
初公開されたのは第183回の本編中。
- 第6期OP『きたねぇ国から』

作詞 - 一般ユーザー / 作曲 - 一般ユーザー / 歌 - KAITO V3
第191回（2013年9月11日）、第192回（2013年9月18日）
- 第7期OP『笑っていいだろう はじまざWATCHING』

作詞 - R藤本（Aメロ部分のみ）、一般ユーザー / 作曲 - 一般ユーザー / 歌 - 初音ミクV3、がくっぽいどV3
第204回（2013年12月11日） - 第226回（2014年5月28日）
- 第8期OP『食う・寝る・遊ぶ Kuu-Neru-Asobu』

作詞 - 一般ユーザー / 作曲 - 一般ユーザー / 歌 - 一般ユーザー
第227回（2014年6月4日） - 第241回（2014年9月10日）
第228回から短縮バージョンに変更された。
第237回から歌詞の「乙」の部分が「クリスタル」に変更された。
- 第9期OPその1『Saiyan Moon(仮)』

作詞 - 一般ユーザー / 作曲 - 一般ユーザー / 歌 - 初音ミクV3
第242回（2014年9月17日）、第244回（2014年10月1日） - 第281回（2015年6月24日）
- 第9期OPその2『moon project』

作詞 - 一般ユーザー / 作曲 - 一般ユーザー / 歌 - 一般ユーザー
第243回（2014年9月24日）
第9期OPその1、第9期OPその2は時期が一緒なので、第243回番組内の視聴者アンケートで採用する曲を決めた。
第9期OPその1がアンケートに勝ちメインで使われる事になる。
- 第10期OP『超絶☆悶絶☆はじまざ！(仮)』

作詞 - 一般ユーザー / 作曲 - 一般ユーザー / 歌 - がくっぽいどV4
第283回（2015年7月8日） - 第362回（2017年2月1日）
初公開されたのは第282回の本編中。同時に番組名も変更される事が発表された。
次週のOPで流れた時には歌詞に番組名の「越(OVER)」が追加されていた。
- 特別OP『水曜こんぶばんわ』

作詞 - 一般ユーザー / 作曲 - 一般ユーザー / 歌 - がくっぽいどV4、鏡音リンV4
番外編『海山昆布の水曜こんぶばんわ～!』（2016年5月4日、2017年5月17日、2017年8月16日、2019年8月14日、2020年2月26日）
第4回水曜こんぶばんわから歌詞の「海山昆布」の部分が「昆布ちゃん」に変更された。
- 第11期OP『ニコ生最古のサバイバー（仮）』

作詞 - 一般ユーザー / 作曲 - 一般ユーザー / 歌 - がくっぽいどV4
第363回（2017年2月8日） - 第483回（2019年6月19日）
- 特別OP『カドタのから騒ぎ』

作詞 - 一般ユーザー / 作曲 - 一般ユーザー / 歌 - 鏡音リンV4
第369回（2017年3月22日）
- 第12期OP『Hajimazzard（仮）』

作詞 - 一般ユーザー / 作曲 - 一般ユーザー / 歌 - がくっぽいどV4、初音ミクV4X
第484回（2019年6月26日） - 第515回（2020年2月19日）
- 第13期OP『Hajimazzard』

作詞 - 一般ユーザー / 作曲 - 一般ユーザー / 歌 - NEUTRINO・AIきりたん
第516回（2020年3月4日） - 第560回（2021年1月13日）、第564回（2021年2月10日） - 第588回（2021年7月28日）
第12期OPと同じ曲だが、第12期から期間が空いてメインとして扱われているので第13期として記載。
第520回から歌詞の「越(OVER)」の部分が「ヨイショー」に変更された。
- 特別OP『ゴスケ作曲のBGMに歌詞を付けた歌（曲名なし）』

作詞 - 一般ユーザー / 作曲 - ゴスケ / 歌 - NEUTRINO・AI謡子 / コーラス - AIきりたん、AIイタコ
第561回（2021年1月20日） - 第563回（2021年2月3日）
- 第14期OP『Hajimazzard（越 SUPER YOISHOバージョン）』

作詞 - 一般ユーザー / 作曲 - 一般ユーザー / 歌 - NEUTRINO・AIナクモ / コーラス - No.7/SEVEN
第589回（2021年8月4日） - 第636回（2022年6月29日）
第12期、第13期OPのアレンジバージョンだが、第13期から期間が空いてメインとして扱われているので第14期として記載。
- 第15期OP『ニコ生最古のスーパーヒーロー』

作詞 - 一般ユーザー / 作曲 - 一般ユーザー / 歌 - NEUTRINO・AIナクモ
第637回（2022年7月6日） - 第653回（2022年10月26日）、第655回（2022年11月16日） - 第699回（2023年11月1日）、第701回（2023年11月15日） - 第744回（2024年10月9日）
- 特別OP『しょいよ～はじけてまざれ』

作詞 - 一般ユーザー / 作曲 - 一般ユーザー / 歌 - アイデンティティ・見浦の声をサンプリング、九州そら（ささやきスタイル）
番外編『見浦彰彦のしょいよ～はじけてまざれ』（2022年11月2日、2023年6月14日）、第654回（2022年11月9日）
- 第16期OP『HAJIMA☆ザ～ン』

作詞 - 一般ユーザー / 作曲 - 一般ユーザー / 歌 - NEUTRINO・ナクモ / コーラス - NEUTRINO・ナクモ/No.7
第745回（2024年10月16日） -

### エンディングテーマ
- 第1期ED『来週も、はじけてまざれ!』[57]

作詞 - 一般ユーザー / 作曲 - 一般ユーザー / 歌 - 初音ミク
第12回（2009年7月29日） - 第51回（2010年6月30日）
第23回から歌詞の一部が変更された。
- 第2期ED『笑顔のサイヤブルー』

作詞 - 一般ユーザー / 作曲 - 一般ユーザー / 歌 - 一般ユーザー
第52回（2010年7月7日） - 第74回（2011年2月24日）
- 第2期ver.違いED『笑顔のサイヤブルー ～初音ミクver.～』

作詞 - 一般ユーザー / 作曲 - 一般ユーザー / 歌 - 初音ミク
第55回（2010年8月18日） - 第74回（2011年2月24日）
- 第3期ED『gdgd☆パラダイス』[58]

作詞 - 一般ユーザー / 作曲 - 一般ユーザー / 歌 - 初音ミク・鏡音リン・鏡音レン（各アペンド）
第75回（2011年4月6日） - 第108回（2012年1月11日）
- 第3期ver.違いED『gdgd☆パラダイス ファミコン風ver.』[58]

作曲 - 一般ユーザー
第87回（2011年7月6日）
- MWf卍パワープッシュ月間ED1『リモコンが見つからなくて』

作曲 - しっかりとした卍 / 歌 - ミステリーウーマン / 語り - しっかりとした卍
第109回（2012年1月18日） - 第112回（2012年2月8日）
- MWf卍パワープッシュ月間ED2『足りないってば、愛。』PV[68]

作曲 - しっかりとした卍 / 歌 - ミステリーウーマン
第111回（2012年2月1日）、第112回（2012年2月8日）
- 第4期ED『僕たちはスタッフだった!feat ミステリーウーマン』

作詞 - 一般ユーザー / 作曲 - 一般ユーザー / 歌 - 一般ユーザー
第113回（2012年2月15日） - 第156回（2013年1月9日）
- 特別ED『夢見るアンヌ　恋する琴音』

作詞 - 一般ユーザー / 作曲 - 一般ユーザー / 歌 - 初音ミク・鏡音リン（それぞれappendをV3インポート）
第118回（2012年3月28日） - 第120回（2012年4月11日）、第164回（2013年3月6日）
- 第5期ED『乙 スタッフK』

作詞 - 一般ユーザー / 作曲 - 一般ユーザー / 歌 - 一般ユーザー
第154回（2012年12月19日） - 第168回（2013年4月3日）
第154回は歌なしverだったが、第156回（2013年1月9日）から歌詞が付いた。
第156回のみR藤本生歌ver。
第161回以降は一般ユーザー歌ありver。
- 第6期ED『カカロット（仮）』

作詞 - R藤本 / 作曲 - 一般ユーザー / 歌 - 初音ミク
第170回（2013年4月17日） - 第188回（2013年8月21日）
- 特別ED『ミラクルメイク DE でらべっぴん』

作詞 - 一般ユーザー / 作曲 - 一般ユーザー / 歌 - 初音ミク
第184回（2013年7月24日）
初公開されたのは第183回の本編中。
- 第7期ED『はじまざのテーマ』

作詞 - タカタ先生 / 作曲 - タカタ先生 / 歌 - タカタ先生
第202回（2013年11月27日） - 第267回（2015年3月18日）
第202回は生歌バージョン、第203回からは録音バージョン。
- 第8期ED『CHA-LA HEAD-CHA-LA（スタジオカドタのハモネプVer）』

歌 - スタジオカドタ
第267回（2015年3月18日） - 第276回（2015年5月20日）
スタジオカドタが他のコンペ用に録音したア・カペラ曲。DBの歌をスタジオカドタ風にアレンジしている。
ニコニコ生放送はア・カペラで歌うのは問題ないのでスタッフが番組中に流した。少しの間ED曲として仮採用されている。
- 第9期ED『グッドモーコンブ・はじまざ』

作詞 - 一般ユーザー / 作曲 - 一般ユーザー / 歌 - 一般ユーザー
第277回（2015年5月27日） - 第387回（2017年8月2日）
- 特別ED『ポンコツLOVE ～Forever ひーちゃん～』

作詞 - 一般ユーザー / 作曲 - 一般ユーザー / 歌 - 初音ミクV4
第382回（2017年6月28日）
- 第10期ED『サバイバルエリート』[74]

作詞 - 福 / 作曲 - 福 / 歌 - プピリットパロ
第389回（2017年8月23日） - 第455回（2018年11月28日）
- 第11期ED『↑X↓BLYRA』[75]

作詞 - 福 / 作曲 - 福 / 歌 - プピリットパロ
第456回（2018年12月5日） - 第519回（2020年3月25日）
- 第12期ED『バックヤード』[76]

作詞 - 福 / 作曲 - 福 / 歌 - プピリットパロ
第520回（2020年4月1日） - 第534回（2020年7月15日）、第536回（2020年7月29日） - 第549回（2020年10月28日）
- 特別ED『music』[77]

作詞 - 福 / 作曲 - 福 / 歌 - プピリットパロ
第535回（2020年7月22日）
- 第13期ED『±コンプレックス』[78]

作詞 - 福 / 作曲 - 福 / 歌 - プピリットパロ
第550回（2020年11月4日） - 第586回（2021年7月14日）
- 第14期ED『バグローディング』[79]

作詞 - 福 / 作曲 - 福 / 歌 - プピリットパロ
第587回（2021年7月21日） - 第602回（2021年11月3日）、第604回（2021年11月17日）
- 第15期ED『ロマンティックあげるよ』[80]

作詞 - 吉田健美 / 作曲 - いけたけし / 歌 - プピリットパロ（本家公認によるカバーソング）
第603回（2021年11月10日）、第605回（2021年11月24日） - 第678回（2023年5月24日）
- 第16期ED『No.1』[82]

作詞 - R藤本 / 作曲 - 福 / 編曲 - プピリットパロ / 歌 - DB芸人 / コーラス - プピリットパロ
第679回（2023年6月7日） - 第771回（2025年5月7日）
- 特別ED『HAJIMAの唄』

作詞 - 一般ユーザー / 作曲 - 一般ユーザー / 歌 - 重音テト(UTAU)
第745回（2024年10月16日）
- 第17期ED『ポッポルンガ』[83]

作詞 - 福 / 作曲 - 福 / 歌 - プピリットパロ
第772回（2025年5月14日） -
第189回（2013年8月21日）から第199回（2013年11月6日）のEDは、過去のED曲（第3期、4期、5期）からランダムに使用された。

### ジングル
第4回でユーザーからジングル曲が4曲送られてきた。ただし、第4回では「スタッフの準備不足」で1曲（OP用の曲）しか流していない。第6回で改めてOP曲と別の曲を1つ公開したが、残りの曲は流されなかったので、残り2曲がどの曲かは不明。後に「コーナーを始める時のジングル」「暗転してる時のBGM」「VS企画で勝者発表時のジングル」「○○グランプリ企画で優勝者発表時のジングル」などが使われているが、ユーザーから送られてきたものなのか、別で用意した曲なのか詳細不明である。
オープニングテーマの項目で書いた通り、第7回からは歌付きの別のOP曲が使われているため、オープニングでジングル曲が使われることはなくなった。それ以降は「ゲスト登場時のジングル」として、前述の2曲（第4回で公開された曲と第6回で公開された曲）がランダムで使用されていた。更に1～2年経った頃には「第6回で公開された曲」の方が「ゲスト登場時のジングル」として統一されており、「第4回で公開された曲」は使用されなくなった。
第193回では別のユーザーからジングル曲が4曲送られてきたが、現在は使用されていない。

## スタッフ
番組スタッフは運営コメントなどでユーザーと交流するほか、番組にも度々登場するため裏の出演者とも言える。
ここでは配信中などに名前が出た主なスタッフのみ記載する。

### 現スタッフ
新スタッフK
現在のプロデューサーにして唯一のよしもと社員。男性。以前「スタッフK」というスタッフがいたため、区別するために「新スタッフK」と呼ばれる。2012年9月頃から参加。2012年10月頃にスタッフKから「よしよし動画」を引き継いでいる。
スタッフF
男性。R藤本に見た目や声、考え方が非常によく似ている。番組開始当初は配信終了後に画面に登場したこともあったが、最近ではチャットタイムに運営コメントのみで現れる。
スタッフH
2011年6月頃から参加しているスタッフ。男性。非常にふくよかな体型のため、ユーザーからGカップのブラジャーをプレゼントされたことがある。
スタッフ福田
2013年5月頃から参加しているスタッフ。男性。山里亮太の不毛な議論等の投稿コーナーで頻繁に採用されている「ハガキ職人」でもある。
スタッフ野中
2019年2月頃から参加しているスタッフ。女性。

### 旧スタッフ
スタッフK
番組を立ち上げた人物。男性。開始当初はスタッフKとR藤本の二人だけで配信を行っていた。スタッフKの都合で配信日時が変わる、配信中に電話に出る、いなくなるなど自由な行動が多かった。「キスしてスタッフK」という番組を配信したこともある。
（「キスしてスタッフK」第1回2012年1月20日、第2回2012年3月22日、第3回2012年4月26日、第4回（有料13ポイント）2012年4月28日放送）
スタッフW
2009年7月頃から、スタッフKとの2人だけの配信に限界を感じたR藤本が連れてきた構成作家。男性。インディーズ時代のR藤本と「ミスターチルドレン」というコンビを組んでいた。第48回（2010年6月2日）で「はじまざスタッフ」を辞任する事が発表された。
スタッフS
2010年5月もしくは6月からR藤本が連れてきた人物。男性。2011年12月頃には、忙しくてはじまざに行けないことが増えた。スタッフを卒業した時期は不明。
スタッフ7
2010年9月末頃からスタッフKに連れて来られた人物。男性。はじまざに憧れて上京しスタッフになったという経歴を持つ。第196回（2013年10月16日）で、他のスタッフ業が忙しくなったため「はじまざスタッフ」を卒業する事が発表された。
スタッフA
2011年8月頃から参加していた女性スタッフ。スタッフKが自分の後任として連れてきたプロデューサー。スタッフAが加入した頃から番組の配信日時が安定した。
スタッフO
2012年8月頃から参加していた女性スタッフ。スタッフ7と同期の作家。配信中「小野寺」という本名が出たため「小野D」とも呼ばれる。R藤本曰く「感情がない」。第237回（2014年8月13日）で「はじまざスタッフ」を卒業した事が発表される。
スタッフ安藤
2014年7月頃から参加していたスタッフ。男性。初参加時に番組内で東大卒の助教だった経歴を語った。2017年のプレゼン企画には参加していたが、2019年のプレゼン企画には参加しなかった。ただし、番組内で「はじまざスタッフ」を卒業したなどの発表はされていない。第712回で「昔はじまざスタッフを辞めた」と言及があったが、卒業した時期については明言されていないので不明。